# Gare de Luçay-le-Mâle
Gare de Luçay-le-Mâle vasútállomás Franciaországban, Luçay-le-Mâle településen.

## Vasútvonalak
Az állomást az alábbi vasútvonalak érintik:
- Le Blanc–Argent-sur-Sauldre-vasútvonal

## Kapcsolódó állomások
A vasútállomáshoz az alábbi állomások vannak a legközelebb:
- Gare de La Foulquetière
- Gare de Valençay